# Carex capitata
Carex capitata je druh jednoděložné rostliny z čeledi šáchorovité (Cyperaceae).

## Popis
Jedná se o vytrvalou trsnatou rostlinu, která dosahuje výšky 15–30 cm. Listy jsou střídavé, přisedlé, s listovými pochvami. Čepele listů jsou žlábkovité a štětinovité. Carex capitata patří mezi jednoklasé ostřice, to znamená, že na vrcholu lodyhy je pouze 1 klásek, který je hlávkovitý, asi 5–8 mm dlouhý. Je to rostlina jednodomá, v horní části klásku se nacházejí samčí květy, v dolní samičí. Okvětí chybí. V samčích květech jsou zpravidla 3 tyčinky. Blizny jsou většinou 2. Plodem je mošnička, která je asi 2–4 mm dlouhá a 1,5–1,8 mm široká, na vrcholu zakončená krátkým zobánkem. Každá mošnička je podepřená plevou, která je kratší než mošnička a na okraji je úzce až široce lemovaná. Počet chromozómů: 2n=50.

## Rozšíření
Jedná se o severský a horský druh. Roste na Islandu, v Grónsku, ve Skandinávii, v severním Rusku, na Sibiři, na jihu jen izolovaně Kavkaz a Alpy. Dále roste v Severní Americe, hlavně Aljaška a Kanada. Další rozšíření je v Jižní Americe, Patagonie, Ohňová země. Evropští autoři někdy odlišují blízce příbuzný druh Carex arctogena, jinými autory je uznáván jen jako poddruh Carex capitata. V Severní Americe se zdá, že jsou taxony méně vyhraněny. Liší se i ekologicky, Carex capitata roste většinou na mokřinách, zatímco Carex arctogena na suchých vřesovištích. Carex arctogena  je známa hlavně ze Skandinávie, Grónska a Kanady, v Alpách neroste. V ČR neroste ani jeden z druhů.

## Externí odkazy

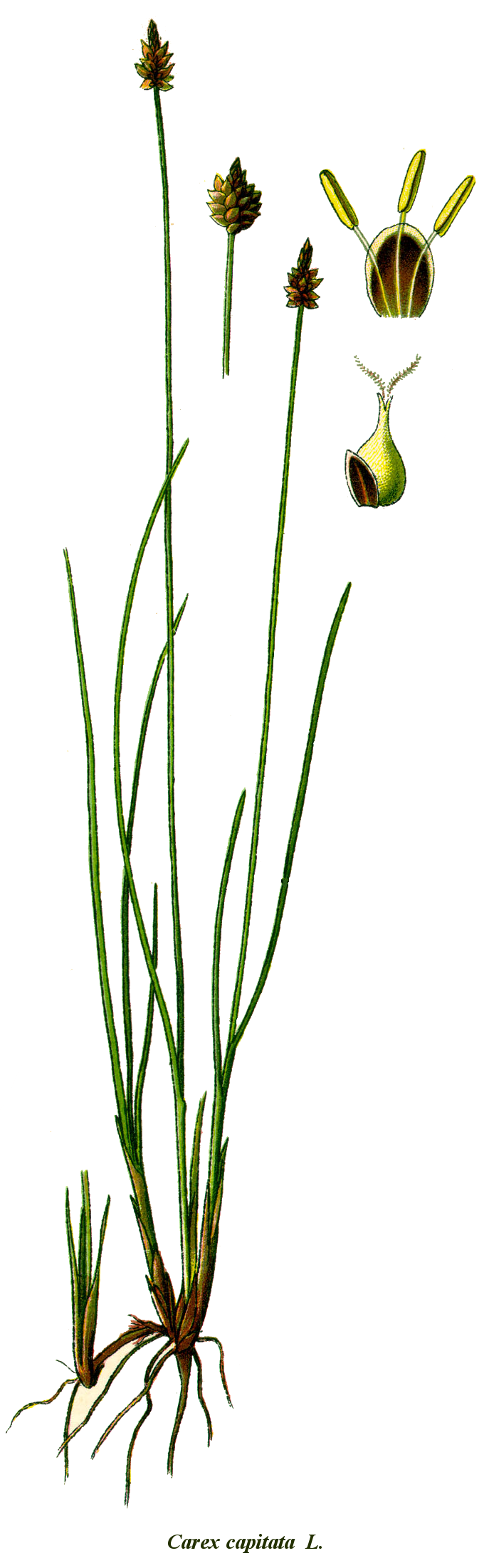
Ilustrace